# Kurt Cobain: Montage of Heck
Kurt Cobain: Montage of Heck, cunoscut și după titlul Cobain: Montage of Heck, este un film documentar despre liderul formației Nirvana și personalitate a muzicii rock din anii '90, Kurt Cobain. Premiera filmului a avut loc la festivalul de film Sundance din 2015. A fost lansat într-un număr mic de cinematografe în mai multe țări și a avut prima difuzare la televizor în Statele Unite pe HBO în data de 24 aprilie 2015.